# Arnold Bratt

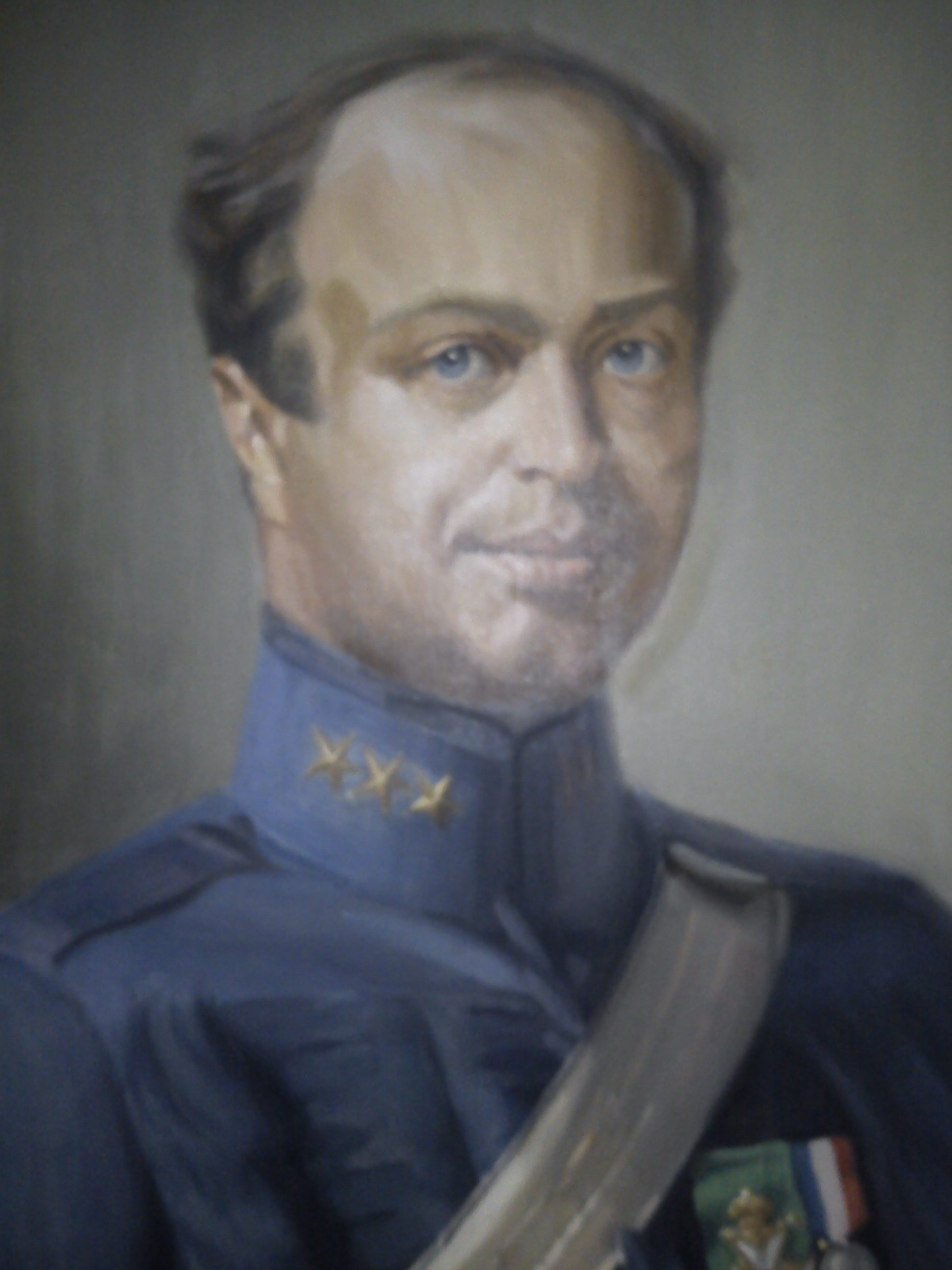
Arnold Bratt, samtida porträtt.

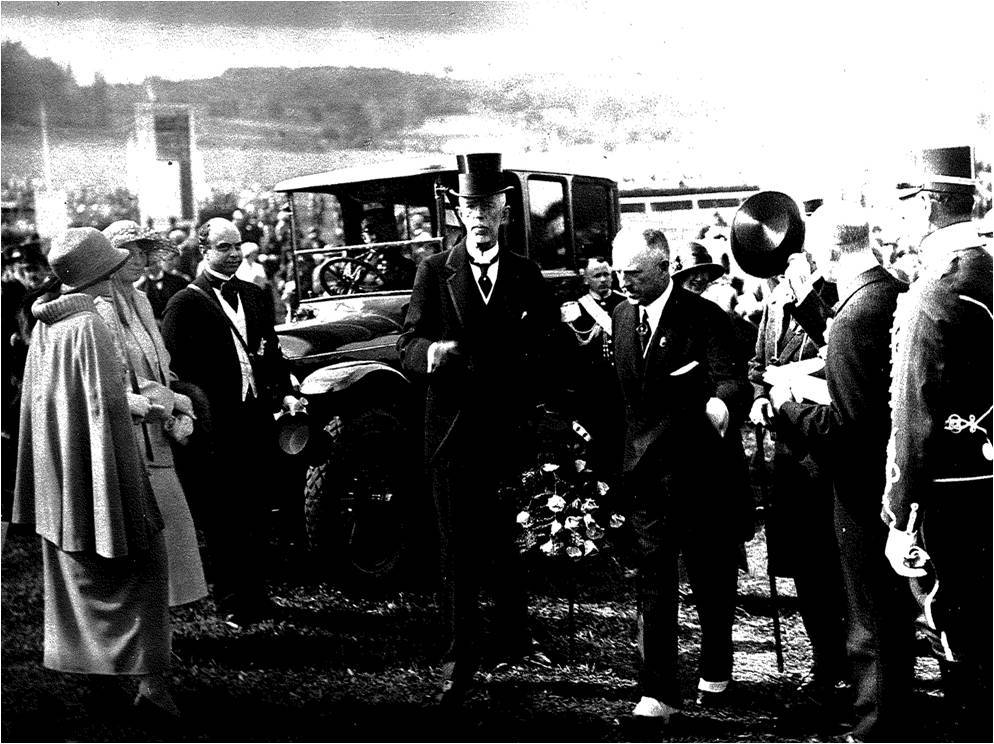
Carin och Arnold Bratt mottager kung Gustav V, sannolikt Andra Nordiska ryttartävlingarna i Göteborg 1923.

Carl Arnold Bratt, född 30 oktober 1888 i Göteborgs domkyrkoförsamling, död där 8 januari 1930, var en svensk köpman.

## Biografi
Föräldrar var generalkonsuln Adolf Bratt och Gertrud Elisabeth Kjellberg samt äldre bror till Gustaf Adolf Bratt. Sedan 1914 var han gift med Carin Trapp, dotter till skeppsmäklaren Rudolf Andersson och Agnes Trapp.
År 1907 tog han studentexamen vid Göteborgs realläroverk, blev fil.kand. 1915, fil.lic. 1918 vid Göteborgs högskola. Åren 1907-1910 bedrev han även handels- och språkstudier i Storbritannien, Frankrike och Tyskland, bland annat vid University of London 1913. År 1909 blev han bokhållare i faderns firma Adolf Bratt & Co, 1915 prokurist och 1919 delägare. 
Han blev 1915 turkisk vicekonsul och innehade styrelseuppdrag i flera försäkrings-, bank och sjöfartsstyrelser samt industriföretag och 1927 blev han ledamot av Göteborgs stadsfullmäktige.
År 1926 satt han i organisationskommittén för de andra "Women's World Games" (Damolympiaden) i Göteborg.
Arnold Bratt är begravd på Örgryte gamla kyrkogård.